# Castelo de San Juan Bautista (Santa Cruz de Tenerife)

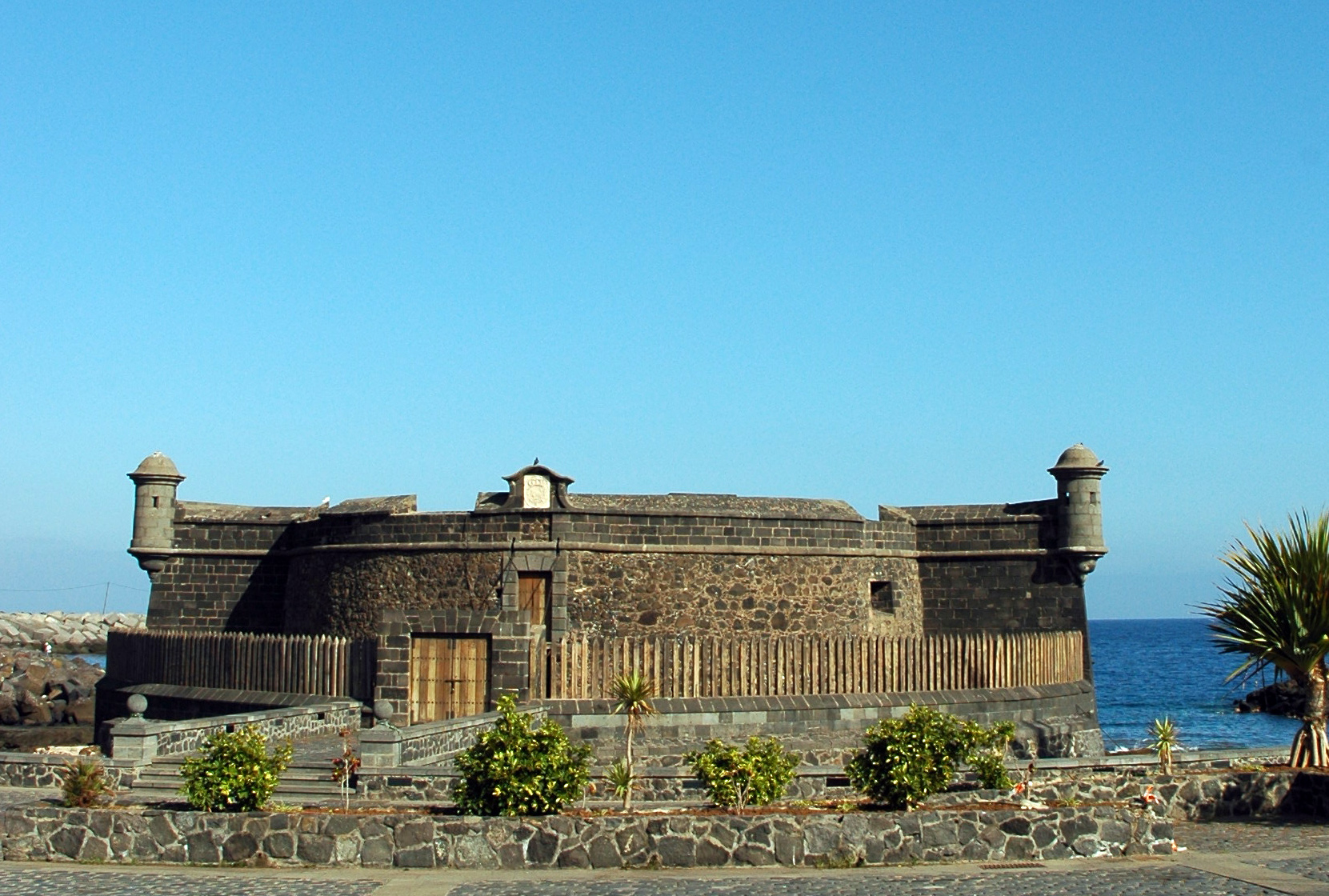
Castillo de San Juan Bautista

O Castillo de San Juan Bautista é uma fortaleza localizada na cidade de Santa Cruz de Tenerife (Ilhas Canárias, Espanha). Também é popularmente conhecido como o Castelo Negro e está localizado no Parque Marítimo César Manrique da cidade, atrás do Auditório de Tenerife.
O castelo foi construído em 1641. Em 22 de abril de 1949 foi declarado Monumento Histórico Artístico, sendo assim protegido pela Declaração genérica do Decreto de 22 de abril de 1949, e da Lei nº 16/1985 sobre o Património Histórico Espanhol.